# Olax
Olax är ett släkte av tvåhjärtbladiga växter. Olax ingår i familjen Olacaceae.

## Dottertaxa tillOlax, i alfabetisk ordning[1]
- Olax acuminata
- Olax angulata
- Olax antsiranensis
- Olax aphylla
- Olax aschersoniana
- Olax aurantia
- Olax austrosinensis
- Olax benthamiana
- Olax capuronii
- Olax dissitiflora
- Olax emirnensis
- Olax gambecola
- Olax gossweileri
- Olax hypoleuca
- Olax imbricata
- Olax lanceolata
- Olax latifolia
- Olax madagascariensis
- Olax mannii
- Olax mayottensis
- Olax merguensis
- Olax nana
- Olax obcordata
- Olax obtusifolia
- Olax pendula
- Olax pentandra
- Olax phyllanthi
- Olax retusa
- Olax scalariformis
- Olax scandens
- Olax seminifera
- Olax spartea
- Olax staudtii
- Olax stricta
- Olax subscorpioidea
- Olax thouarsii
- Olax triplinervia
- Olax wildemanii
- Olax zeylanica